# Amanda Ammar
Amanda Ammar (* 6. Februar 1986 in St. Albert) ist eine ehemalige kanadische Skilangläuferin. 

## Karriere
Ammar nahm 2002 erstmals an Wettbewerben der Fédération Internationale de Ski teil. Von 2004 bis 2014 trat sie vorwiegend beim Nor-Am Cup an, den sie 2013 gewann. Ihr erstes Weltcuprennen im Dezember 2005 in Vernon beendete sie mit dem 47. Platz im 15-km-Verfolgungsrennen. Ihre einzigen Weltcuppunkte holte sie eine Woche später mit dem 27. Rang im 15-km-Massenstartrennen in Canmore. Ihre besten Platzierungen bei den Olympischen Winterspielen 2006 in Pragelato waren der 49. Platz im Sprint und der 10. Rang mit der Staffel. Die Tour de Ski 2006/07 beendete sie auf den 45. Platz. Im Februar 2012 siegte sie beim Gatineau Loppet über 51 km Freistil. Bei der kanadischen Skilanglaufmeisterschaft 2014 in Corner Brook gewann sie Gold im 30-km-Massenstartrennen und Bronze über 5 km klassisch. Ihr bestes Ergebnis bei den Olympischen Winterspielen 2014 in Sotschi war der 49. Rang im 30-km-Massenstartrennen.